# Relations entre le Bangladesh et le Brunei
Les relations entre le Bangladesh et le Brunei sont les relations bilatérales de la république populaire du Bangladesh et du Negara Brunei Darussalam.

## Histoire
Le Bangladesh et le Brunei ont établi des relations diplomatiques le 5 mai 1984 après l'indépendance du Brunei. 
Le Bangladesh a établi un haut-commissariat au Brunei Darussalam en juillet 1985 et le Brunei a établi une ambassade à Dacca, la capitale du Bangladesh, le 29 juillet 1999. Le haut-commissariat du Bangladesh au Brunei a été fermé en 1988 et a été rouvert en 1997,. Le Bangladesh et le Brunei ont tous deux participé à l'exercice naval de préparation et d'entraînement à la navigation de coopération de novembre 2017, qui se déroule entre la marine américaine, le corps des Marines des États-Unis et les forces armées de neuf pays partenaires en Asie du Sud et du Sud-Est, dont le Bangladesh, le Brunei, le Cambodge, l'Indonésie, la Malaisie, les Philippines, Singapour, la Thaïlande et le Timor-Oriental. Les responsables américains ont noté qu'il y a un effort continu pour étendre les exercices bilatéraux et multilatéraux. Le Bangladesh et le Brunei n'ont pas autorisé les citoyens israéliens à entrer dans leur pays. Ils sont tous deux membres de l'Organisation de la coopération islamique.
Le vice-maréchal de l'air Mahmud Hussain est le haut-commissaire du Bangladesh au Brunei. Le Bangladesh est une source de travailleurs pour le Brunei. Les deux pays sont membres du Commonwealth.

## Relations économiques
En 2008, le Brunei a demandé au Bangladesh des travailleurs qualifiés, semi-qualifiés et peu qualifiés pour son secteur de la construction, signalant que le Brunei prévoyait de construire un parc industriel pour lequel des travailleurs seraient nécessaires. Les autorités bangladaises ont répondu qu'elles seraient toujours prêtes à aider le pays musulman frère de toutes les manières possibles. Le Brunei est la deuxième destination des travailleurs bangladais expatriés en Asie du Sud-Est. En 2013, le Brunei a recruté 5 038 travailleurs bangladais.